# Marie Prestat
Pour les articles homonymes, voir Prestat.
Marie Joséphine Claire Prestat est une organiste, pianiste, compositrice et pédagogue française née le 7 mai 1862 à Paris et morte le 1er septembre 1933 dans la même ville.

## Biographie
Marie Prestat entre très jeune au Conservatoire de Paris et obtient dès 1876 une première médaille de solfège. Elle réalise ensuite un parcours complet au sein de l'établissement, en étant l'élève de Lenepveu pour l'harmonie (Premier prix en 1885), de Bazille pour l'accompagnement (Premier prix en 1886), de Guiraud pour la composition (Premier prix de fugue et contrepoint en 1889, devenant ainsi la première femme à obtenir cette récompense), et de César Franck pour l'orgue (1er prix en 1890). Elle est la première femme à obtenir cinq Premiers prix du Conservatoire. 
À l'issue de sa scolarité, elle se produit comme soliste, en particulier à l'orgue Mustel où elle fait montre d'une « merveilleuse virtuosité », et oriente en parallèle sa carrière vers l'enseignement. Elle obtient d'ailleurs les Palmes académiques en 1895, et professe à la Schola Cantorum, l'orgue pendant deux ans, et le piano de 1901 jusqu'en 1922. Elle est également organiste de l'association des Concerts spirituels de la Sorbonne et c'est dans ce cadre qu'elle tient la partie d'orgue de la Symphonie n° 3 de Saint-Saëns lors de l'inauguration du nouvel orgue de chœur de la chapelle de la Sorbonne le 29 janvier 1928. 
Comme compositrice, elle est essentiellement l'auteure de pièces d'orgue, de pièces pour piano, de mélodies, et d'ouvrages d'enseignement. Durant la Première guerre mondiale elle compose aussi de nombreuses œuvres patriotiques, comme le cycle de mélodies des Chants de la revanche, ou Les Poilus, chanson de route, Poum ! Poum ! et Petit soldat !, pour voix et piano, La France est votre vrai pays, chant patriotique, ainsi que plusieurs œuvres inspirées par Jeanne d'Arc : Marche guerrière et apothéose de Jeanne d'Arc, pour piano ou orgue, Jeanne d'Arc baisant le crucifix, pensée religieuse pour violon solo avec accompagnement d'orgue ou de piano et harpe ad libitum, La Mort de Jeanne d'Arc, mélodrame.

## Œuvres
Parmi ses compositions figurent également :
- La chanson du brin d'herbe, op. 4, pour harmonium[16]
- Marche nuptiale, op. 5, duo pour harmonium et piano[17]
- Prélude et Fugue en sol mineur, op. 28, duo pour harmonium et piano[18]
- Valse de concert "Les Abeilles", pour piano[19]
- Joyeuse, valse ballet pour piano ou quatuor à cordes
- La brise, scène lyrique pour soli, chœur et orchestre
- Trois petites pièces pour piano[20]
- Offrande à la vierge, pour orgue ou harmonium[21]
- Prière nuptiale, pour grand orgue avec pédale obligée[22]
- Prélude et Fugue en ut mineur, op. 81, pour orgue ou harmonium[23]
- Mandolette, op. 82, pour piano, ou quatuor à cordes, ou mandoline ou flûte ou violon, alto et violoncelle
- La voix d'airain s'est envolée, op. 89, solo pour soprano ou ténor[24]

## Distinctions
- Chevalier de l'ordre des Palmes académiques (Officier d'académie), 1895